# Progeria

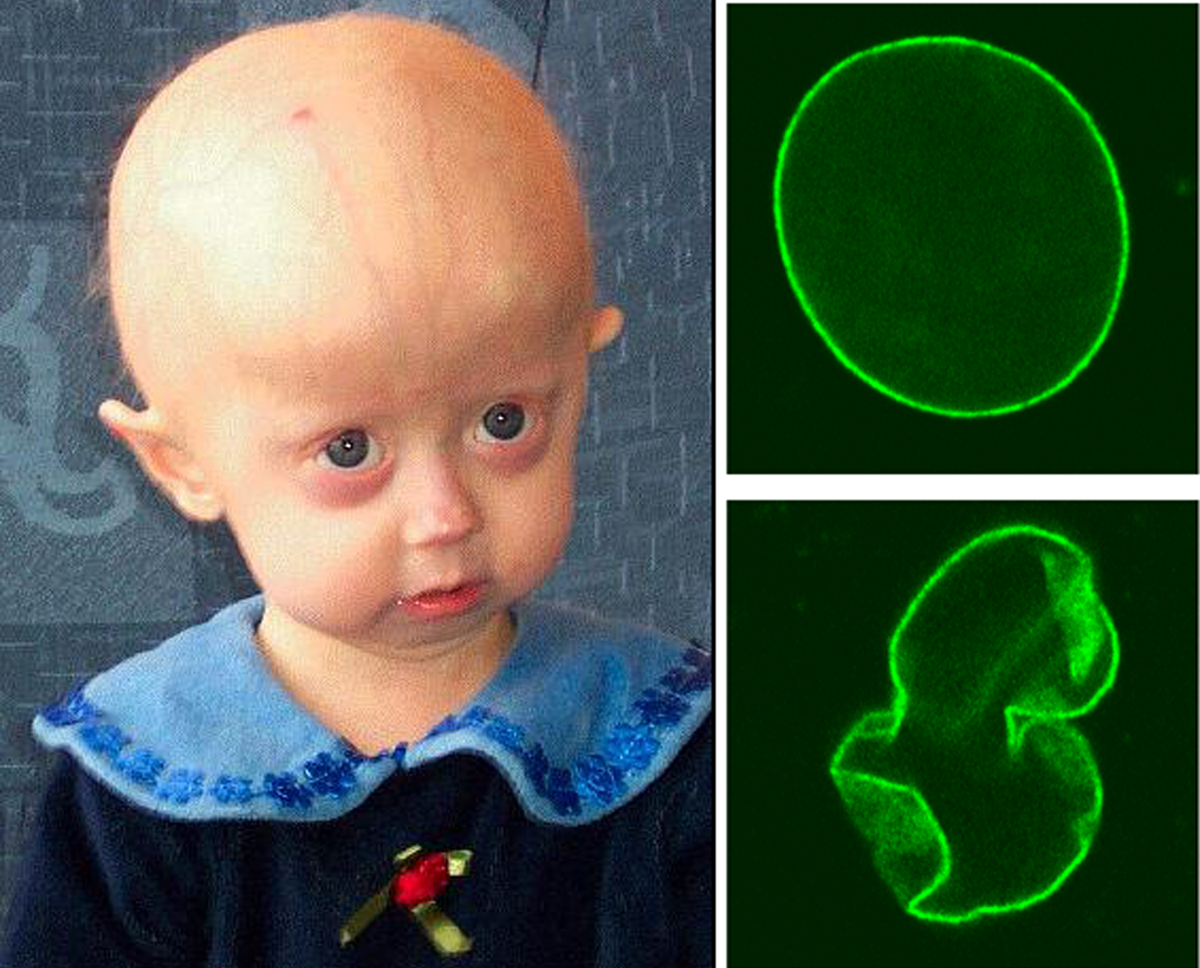
Copil suferind de sindromul Hutchinson-Gilford

Progeria este îmbătrânirea prematură. Progeria infantilă se numește și sindromul Hutchinson-Gilford. Este o boală foarte rară care constă în accelerarea peste măsură a unor simptome ale bătrâneții. Se pare că este o maladie genetică, ce apare sporadic și atinge aproximativ 1 din 4 milioane de nou născuți. Îmbătrânirea începe cam la vârsta de 4 ani, iar la 10-12 ani copilul are toate caracteristicile externe ale îmbătrânirii, de exemplu păr cărunt, chelie, lipsa grăsimii din corp. Schimbări degenerative au loc și în interiorul corpului, de exemplu ateroscleroză. Foarte puțini copii atinși de această boală gravă, care provoacă îmbătrânirea rapidă, ajung la vârsta de 13 ani. Persoana care a trăit cel mai lung cu această boală a fost Leon Botha, care a decedat la vârsta de 26 de ani, la 5 iunie 2011. 
La cei care suferă de progeria adultă (numită și sindromul Werner) îmbătrânirea începe în timpul maturității timpurii și progresează ca și la progeria infantilă.